# تزلو بون پرزیکو
تزلو بون پرزیکو (به ایتالیایی: Zelo Buon Persico) یک کومونه در ایتالیا است که در استان لودی واقع شده‌است. تزلو بون پرزیکو ۱۸٫۷ کیلومتر مربع مساحت و ۶٬۹۹۸ نفر جمعیت دارد و ۹۰ متر بالاتر از سطح دریا واقع شده‌است.